# 亀井矩貞
亀井 矩貞（かめい のりさだ）は、石見津和野藩の第7代藩主。津和野藩亀井家8代。

## 生涯
元文4年（1739年）11月27日（元文元年（1736年）とも）、旗本菅沼定好（第3代藩主亀井茲親の次男）の次男として江戸本所で生まれる。はじめ1500石の旗本である亀井矩致の家督を継いでいたが、宝暦2年（1752年）に本家の第6代藩主亀井茲胤が病弱のため、その養子として家督を継いだ。12月16日に従五位下・能登守に叙位・任官する。
宝暦3年（1753年）4月から6月まで、桜田組防火役を任じられた。その後も幕命により公役に従事する一方で、領内は大洪水に見舞われて6300石の被害を出すなど、出費が相次いで財政難となる。このため、製蝋工場を拡大して財政再建を目指すなどしたが、もともと文学肌であり、藩政よりも文学の発展に尽力して出費を続けたため、財政再建はならなかった。
また、居城内に陶芸窯を設けて手づから陶芸を行い、焼き上げた品々を“御庭焼”と称した事績が伝えられている。
安永2年（1773年）、災禍の陰影未だ去らぬ領内の安穏鎮護を願って、京都の伏見稲荷より勧請し三本松城城内の太皷谷の峰に太皷谷稲成神社を建立。
天明3年（1783年）4月18日、長男の矩賢に家督を譲って隠居する。文化5年（1808年）に剃髪して三松斎と号した。文化11年（1814年）6月16日、江戸で死去した。享年76。